# Província do Rio Grande do Norte
A Província do Rio Grande do Norte foi uma província do Reino Unido de Portugal, Brasil e Algarves e posteriormente do Império do Brasil, sendo criada em 28 de fevereiro de 1821, a partir da Capitania do Rio Grande e que posteriormente daria origem ao estado do Rio Grande do Norte. A província fazia fronteira com as províncias do Ceará, a oeste e Paraíba no sul.